# Municipio de Dor
El municipio de Dor (en inglés: Dor Township) es un municipio ubicado en el condado de Smith en el estado estadounidense de Kansas. En el año 2010 tenía una población de 30 habitantes y una densidad poblacional de 0,32 personas por km².

## Geografía
El municipio de Dor se encuentra ubicado en las coordenadas 39°35′50″N 99°0′25″O / 39.59722, -99.00694. Según la Oficina del Censo de los Estados Unidos, el municipio tiene una superficie total de 93.05 km², de la cual 92,75 km² corresponden a tierra firme y (0,32 %) 0,3 km² es agua.

## Demografía
Según el censo de 2010, había 30 personas residiendo en el municipio de Dor. La densidad de población era de 0,32 hab./km². De los 30 habitantes, el municipio de Dor estaba compuesto por el 100 % blancos. Del total de la población el 0 % eran hispanos o latinos de cualquier raza.